# 1977年安哥拉未遂政变
1977年安哥拉未遂政变是安哥拉人民共和国内政部长尼托·阿尔维斯及其领导的“派系主义”组织于1977年5月27日试图推翻阿戈斯蒂纽·内图政府的一次失败尝试。政变失败后，阿尔维斯被处决；他的追随者遭到大规模清洗，被处决人数在2千至7万之间。